# Lill-Örevattnet
Lill-Örevattnet är en sjö i Strömsunds kommun i Jämtland och ingår i Ångermanälvens huvudavrinningsområde. Sjön har en area på 0,186 kvadratkilometer och ligger 535,5 meter över havet. Sjön avvattnas av vattendraget Linjebäcken.

## Delavrinningsområde
Lill-Örevattnet ingår i det delavrinningsområde (711785-146444) som SMHI kallar för Utloppet av Lill-Örevattnet. Medelhöjden är 578 meter över havet och ytan är 1,5 kvadratkilometer. Det finns inga avrinningsområden uppströms utan avrinningsområdet är högsta punkten. Linjebäcken som avvattnar avrinningsområdet har biflödesordning 3, vilket innebär att vattnet flödar genom totalt 3 vattendrag innan det når havet efter 249 kilometer. Avrinningsområdet består mestadels av skog (88 procent). Avrinningsområdet har 0,19 kvadratkilometer vattenytor vilket ger det en sjöprocent på 12,6 procent.